# 조로증
조로증(早老症,Progeria syndromes, Accelerated aging)은 빨리 늙는 병이다. 조로증의 원인으로는 DNA 복구에 문제가 생긴 경우 등이 있다. 여러 유형의 조로증이 있다.

## 예
- 모세혈관확장 운동실조(Ataxia telangiectasia)[1]
- 블룸 증후군(Bloom syndrome)
- 코케인 증후군(Cockayne's syndrome)
- 판코니 빈혈증(Fanconi's anaemia)
- 프로제리아(Progeria): 아동의 나이에 노인처럼 되는 질병[2][3]
- 로트문드-톰슨 증후군(Rothmund-Thomson syndrome)[4][5]
- 모발유황이영양증(황결핍성 모발 이영양증, Trichothiodystrophy)[6]
- 베르너 증후군(Werner syndrome): 중년의 나이에 노인처럼 된다.
- 색소피부건조증(Xeroderma pigmentosum)

## 같이 보기
- 유전성 질환